# Wałerij Onufrijenko
Wałerij Wasylowycz Onufrijenko (ukr. Валерій Васильович Онуфрієнко, ur. 4 lipca 1962 w Lipiecku) – ukraiński samorządowiec i oficer rezerwy, mer Jużnoukrajinśka w latach 2020–2022.

## Życiorys
Wałerij Onufrijenko urodził się 4 lipca 1962 roku w Lipiecku w Rosyjskiej FSRR. Pochodzi z rodziny robotniczej.
Od października 1980 roku służył w Armii Radzieckiej. W 1985 roku ukończył Wyższą Szkołę Dowództwa Wojskowego Sił Zbrojnych Ministerstwa Spraw Wewnętrznych ZSRR w Saratowie. Od 1985 roku stacjonował w Szostce w obwodzie sumskim. Między październikiem 1986 roku a marcem 1987 roku brał udział w likwidacji skutków katastrofy czarnobylskiej.
Od marca 1987 roku do sierpnia 1990 roku był sekretarzem organizacji Komsomołu jednostki wojskowej 3561 ds. ochrony ważnych obiektów, a od 1990 roku zastępcą dowódcy jednostki wojskowej 3044 do pracy oświatowej w Jużnoukrajinśku w obwodzie mikołajowskim. Od października 1996 roku p.o. szefa sztabu odrębnego batalionu rozmieszczonego do ochrony Południowoukraińskiej Elektrowni Jądrowej. W styczniu 1999 roku przeszedł na emeryturę z Wojsk Wewnętrznych Ministerstwa Spraw Wewnętrznych Ukrainy pozostając pułkownikiem rezerwy.
Od marca 1999 roku do marca 2007 roku był kierownikiem biura przedsiębiorstwa Południowoukraińska Elektrownia Jądrowa, a od marca 2007 roku do lutego 2012 roku zastępcą szefa miejscowego związku zawodowego. Między lutym 2012 a listopadem 2020 roku był inżynierem technicznych środków ochrony i uzbrojenia w oddziale ochrony paramilitarnej Południowoukraińskiej Elektrowni Jądrowej. Stał także na czele jużnoukrajinśkiego oddziału ogólnoukraińskiej organizacji społecznej niepełnosprawnych „Sojuz Czornobyl Ukrajiny”.
W 2020 roku Onufrijenko został wybrany na mera Jużnoukrajinśka kandydując z poparciem rządzącej w kraju partii Sługa Ludu. Zdobył zaledwie 20,04%. Łącznie w wyborach aż pięciu kandydatów na mera uzyskało dwucyfrowy wynik.
Według Narodowej Policji Ukrainy w marcu 2022 roku, w czasie rosyjskiej inwazji na Ukrainę, Onufrijenko na spotkaniu w sprawie dystrybucji pomocy humanitarnej miał pobić swoją zastępczynię. W czerwcu 2022 roku Rada Miejska Jużnoukrajińska jednomyślnie zagłosowała za odwołaniem Onufrijenki. Oprócz pobicia zarzucono mu nielegalne zwolnienie podwładnego, a także sympatie prorosyjskie. Według lokalnych mediów w pierwszych dniach inwazji przeniósł swoje biuro do budynku Domu Kultury czekając na najeźdźców z flagą ZSRR i Holandii (flagi rosyjskie nie były wówczas dostępne). Ponadto na jednym ze zdjęć miał na sobie zegarek rosyjskiej specnazu. 
Onufrijenko nie zgodził się na rezygnację ze stanowiska i pozwał Radę Miasta Jużnoukrajinśka. Początkowo wygrał proces w pierwszej instancji, podczas którego Rejonowy Sąd Administracyjny w Mikołajowie unieważnił decyzję rady. W odpowiedzi na to radny Europejskiej Solidarności Wołodymyr Jasunyk odwołał się do Piątego Apelacyjnego Sądu Administracyjnego, który podtrzymał decyzję sądu rejonowego. Według portalu „Dumśka” Onufrijenko podczas procesu zażądał tłumacza z języka ukraińskiego na język rosyjski. Jak podaje portal, mer jest także dumny z tytułu „rosyjskiego oficera”, uzyskanego w latach 80. oraz współpracuje z lokalnymi strukturami prorosyjskiej partii Opozycyjna Platforma – Za Życie (OPZŻ), zdelegalizowanej we wrześniu 2022 roku.
15 kwietnia 2024 roku Onufrijenko wydał rozporządzenie, zgodnie z którym przywrócił się na stanowisko mera Jużnoukrajinśka, co wywołało wątpliwości prawne wobec zastosowanej przez niego procedury. Tego samego dnia sekretarz rady miejskiej sprawujący obowiązki mera od czerwca 2022 roku, Denys Krawczenko z OPZŻ, zrezygnował ze swojego stanowiska.
Odznaczony Orderem Bohdana Chmielnickiego III stopnia (2008) za aktywność jako likwidator skutków katastrofy czarnobylskiej.
Jest żonaty, ma dwoje dzieci.